# Parc de Belleville

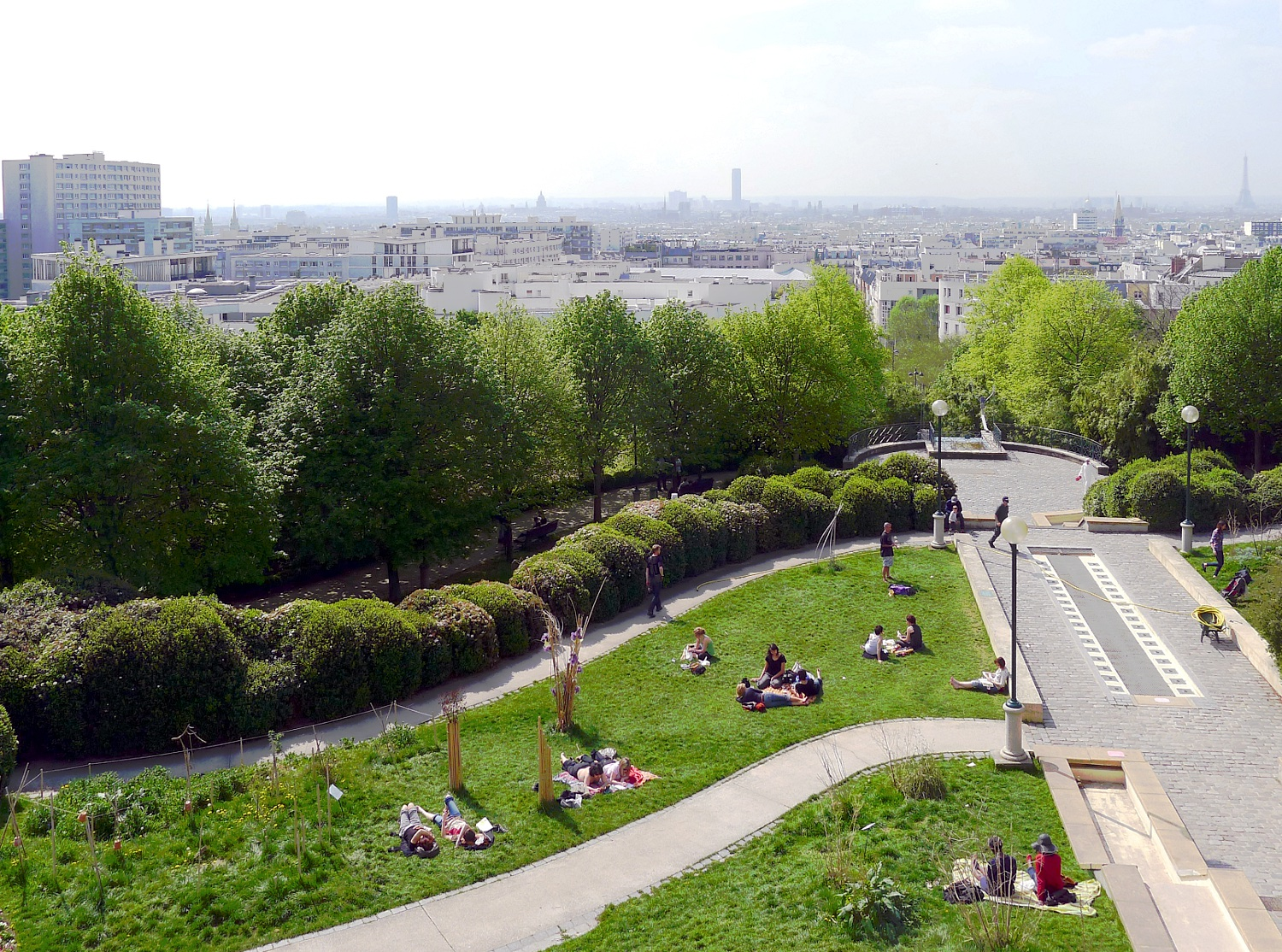
Parc Belleville en panorama vanaf rue Piat

Het Parc de Belleville (ook Jardin Belleville Julien-Lacroix genoemd), is een 4,5 ha groot stadspark in het 20e arrondissement van Parijs.
Het bevindt zich halfweg tussen het Parc des Buttes-Chaumont en het Cimetière du Père-Lachaise op de Belleville-heuvel. Op het hoogste punt (128 m) bevindt zich een terras met panoramisch zicht over de stad. Het is, na Montmartre, het hoogste punt van Parijs.
De heuvel was vroeger achtereenvolgens een wijngaard, een feestweide en een gipsgroeve. Op 30 maart 1814 vond er een bloedige veldslag plaats tussen Franse en Russische troepen.

Het huidige park is ontworpen door architect François Debulois en door de landschapscoöperatieve API onder leiding van landschapsarchitect Michel Viollet, en werd geopend in 1988. Omwille van problemen met de stabiliteit van de bodem en de veiligheid van de speeltuigen dienden aanpassingen te gebeuren die in 2008 waren voltooid.
Het park bevat onder meer een 100 m lange waterval over de helling, een speeltuin, een picknickweide, en een openluchttheater.
Veel oudere films zijn deels opgenomen in wat nu het Parc de Belleville is, en met name op de trappen die van de voormalige passage Julien Lacroix en de rue Vilin naar de rue Piat liepen, zoals Le Ballon rouge (1956), Casque d'or (1952), Rafles sur la ville (1958), Les Jeux dangereux (1958), Le Grand Chef (1959), en Un gosse de la butte (1964). De Nederlandse ontwerper, onderzoeker, en journalist Piet Schreuders heeft in 2012 één van de uitgaves van zijn magazine Furore (#21) helemaal besteed aan zijn onderzoek naar de precieze locaties waar de iconische kinderfilm Le Ballon rouge is gedraaid. Hij en anderen pleiten voor een blijvende herinnering aan deze film op de plek langs de trap door het park waar de rode ballon werd ontdekt door de hoofdpersoon Pascal.